# Descoberta dos elementos químicos
A descoberta dos 118 elementos químicos conhecidos em 2023 é apresentada em ordem cronológica. Os elementos são listados geralmente na ordem em que cada um foi definido pela primeira vez como elemento puro, pois a data exata da descoberta da maioria dos elementos não pode ser determinada com precisão. Existem planos para sintetizar mais elementos e não se sabe quantos elementos são possíveis.
O nome, o número atômico, de cada elemento, o ano do primeiro relatório, o nome do descobridor e as notas relacionadas à descoberta são listados.

## Lista
| Z  | Elemento | Primeiro uso       | Registro de existência da amostra | Descobridores       | Local da mais antiga amostra | Notas |
| -- | -------- | ------------------ | --------------------------------- | ------------------- | ---------------------------- | --- |
| 29 | Cobre    | 9000 a.C.          | 6000 a.C.                         | Oriente Médio       | Anatólia                     | Cobre foi provavelmente o primeiro metal minerado e trabalhado pelo homem. Foi originalmente obtido como um mineral nativo e posteriormente da fundição de minérios. Estimativas iniciais da descoberta do cobre sugerem por volta de 9000 a.C. no Oriente Médio. Foi o mais importante dos materiais da humanidade durante a Era do Cobre e Bronze. Objetos de cobre de 6000 a.C. foram encontrados em Çatal Höyük, Anatolia. |
| 82 | Chumbo   | 7000 a.C.          | 3800 a.C.                         | Oriente Próximo     | Egito                        | Acredita-se que a fundição do chumbo começou há 9000 anos e o artefato mais antigo é uma estatueta encontrada no tempo de Osíris e datado em cerca de 3800 a.C.. |
| 79 | Ouro     | Antes de 6000 a.C. | 3000 a.C.                         | Oriente Médio       | Egito                        | Arqueologistas sugerem que o primeiro uso do ouro começou com as primeiras civilizações no Oriente Médio. É possível que tenha sido o primeiro metal utilizado pela humanidade. O mais antigo artefato em outro foi encontrado na tumba da Rainha Egípcia Zer. |
| 47 | Prata    | Antes de 5000 a.C. | Cerca 4000 a.C                    | Desconhecido        | Ásia Menor                   | Estima-se que tenha sido descoberta pouco depois do cobre e ouro. |
| 26 | Ferro    | Antes de 5000 a.C. | 4000 a.C.                         | Desconhecido        | Egito                        | Existem evidências de que o ferro era conhecido antes de 5000 a.C.. O mais antigo objeto feito de ferro usado pela humanidade são alguns enfeites de siderito, feitos no Egito em aproximadamente 4000 a.C.. A descoberta da fundição por volta de 3000 a.C. levou ao início da Era do Ferro por volta de 1200 a.C. e o uso proeminente de ferro para ferramentas e armas.                                                     |
| 24 | Crômio   | Antes do ano 1     | Antes do ano 1                    | Exército Terracotta | China                        | Encontradas vários revestimentos em armas na China, devido a sua alta resistência material e a corrosão. |
| 83 | Bismuto  | 1753               |                                   | C.F. Geoffroy       |                              | Identificado por Claude François Geoffroy em 1753. --> |

A platina foi notada no minério de ouro americano desde o século XVI.  Um número de químicos se ocupou da platina no século XVIII:
| Platina    | por volta dos anos 1750 |  |
| Zinco      | por volta dos anos 1746 |  |
| Níquel     | por volta dos anos 1751 |  |
| Hidrogênio | por volta dos anos 1766 |  |
| Flúor      | por volta dos anos 1886 |  |
| Nitrogênio | por volta dos anos 1772 |  |

O trabalho de Priestley nos gases atmosféricos resultou na sua preparação do oxigênio. Como ele acreditava no flogíston, ele não percebeu que tinha preparado um novo elemento, e pensou que havia conseguido preparar ar livre do flogíston ("ar de-flogístonizado"). No entanto ele foi o primeiro a isolar o oxigênio, mesmo que não tenha percebido que o fez:
| Oxigênio   | 1771  | Joseph Priestley         |
| Cloro      | 1774  | Karl Wilhelm Scheele     |
| Manganês   | 1780? | Hjelm                    |
| Molibdênio | 1778  | Karl Wilhelm Scheele     |
| Telúrio    | 1782  | Mueller von Reichenstein |
| Tungstênio | 1783  | Axel Fredrik Cronstedt   |

A descoberta recente do novo planeta Urano por William Herschel causaram uma sensação, então o recém descoberto elemento metálico foi batizado de urânio em sua honra.
| Urânio    | 1789 | Martin Heinrich Klaproth |
| Zircônio  | 1789 | Martin Heinrich Klaproth |
| Estrôncio | 1793 | Martin Heinrich Klaproth |
| Titânio   | 1797 | Martin Heinrich Klaproth |
| Ítrio     | 1794 | Johan Gadolin            |
| Crômio    | 1797 | Louis Nicolas Vauquelin  |
| Colúmbio  | 1801 | Charles Hatchett         |
| Tântalo   | 1802 | Anders G. Ekeberg        |

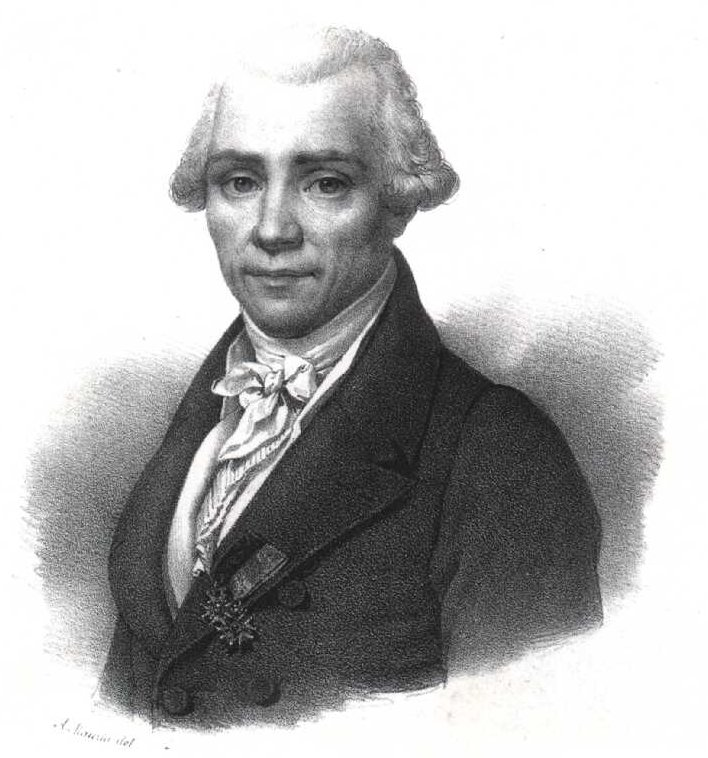
Louis Nicolas Vauquelin

O elemento seguinte foi descoberto logo depois de uma nova classe de objetos astronômicos: o novo elemento recebeu um nome inspirado no recém descoberto asteroide, Ceres. O elemento foi descoberto quase que simultaneamente em dois laboratórios, embora mais tarde tenha sido mostrado que o cério de Jakob Berzelius e Wilhelm Hisinger era na verdade uma mistura de cério, lantânio e didímio.
| Cério    | 1803 | Martin Heinrich Klaproth; Jöns Jacob Berzelius e Hisinger |
| Ródio    | 1803 | William Hyde Wollaston                                    |
| Paládio  | 1803 | William Hyde Wollaston                                    |
| Ósmio    | 1803 | Agnes Smithson Tennant                                    |
| Irídio   | 1803 | Agnes Smithson Tennant                                    |
| Magnésio | 1755 | Joseph Black                                              |

Nesse ponto, Sir Humphry Davy explorou o uso da eletricidade da pilha voltaica para decompor os sais de metais alcalinos, e vários desses metais foram primeiro preparados como o elemento puro: o começo do campo da eletroquímica.
| Potássio | 1807 | Humphry Davy                                                                           |
| Cálcio   | 1808 | Humphry Davy                                                                           |
| Sódio    | 1807 | Humphry Davy                                                                           |
| Bário    | 1808 | Humphry Davy                                                                           |
| Iodo     | 1811 | Bernard Courtois                                                                       |
| Lítio    | 1817 | Arfvedson (metal preparado por Bunsen usando eletrólise em 1855) [Isso não está claro] |
| Cádmio   | 1817 | Friedrich Stromeyer Descoberto de maneira independente por K.S.L Hermann               |
| Selênio  | 1817 | Jöns Jacob Berzelius                                                                   |
| Silício  | 1823 | Jöns Jacob Berzelius                                                                   |
| Alumínio | 1825 | Hans Christian Ørsted                                                                  |
| Bromo    | 1826 | Antoine Jerome Balard                                                                  |
| Tório    | 1828 | Jöns Jacob Berzelius                                                                   |
| Berílio  | 1828 | Friedrich Wöhler Descoberto de maneira independente por A.A.B. Bussy                   |
| Vanádio  | 1801 | Andres Manuel del Rio                                                                  |

O elemento seguinte foi descoberto quando Mosander mostrou que o cério isolado em 1803 por Berzelius na verdade era uma mistura de cério, lantânio e um assim-chamado didímio (que na verdade não um elemento, e foi separado em dois em 1885).
| Lantânio | 1839-41 | Carl Mosander |
| Térbio   | 1843    | Carl Mosander |
| Érbio    | 1843    | Carl Mosander |
| Rutênio  | 1844    | Karl Klaus    |

## Descobertas da Espectroscopia
Um grande número de elementos foram inicialmente identificados por suas
linhas de emissão espectroscópicas: césio e rubídio foram descobertos por Bunsen e Kirchhoff
analisando o espectro de sais alcalinos. O elemento desconhecido com
linhas de emissão azuis foi chamado de césio; purificando os
sais desse novo elemento, outro elemento foi descoberto com uma linha de emissão vermelha;
esse foi chamado de rubídio. Eles foram pouco tempo depois preparados como sais puros
por Bunsen. A linha verde brilhante do tálio fez com que ele fosse nomeado a partir do grego, thallos,
significando um tiro verde, e a linha índigo-azul de certos tipos de
ligas de zinco deu o nome de índio ao novo elemento então descoberto:
| Césio   | 1860 | Bunsen              |
| Rubídio | 1860 | Bunsen              |
| Tálio   | 1861 | Sir William Crookes |
| Índio   | 1863 | Reich e Richter     |

Outro elemento descoberto pela espectroscopia, Hélio, foi inicialmente encontrado por
astrônomos como uma linha de emissão do espectro solar. Seu nome vem do grego helios,
que significa Sol. Primeiro pensou-se que seria um elemento metálico desconhecido,
e entào o nome em inglês foi dado com a terminação -ium (Helium) para indicar um metal.
No momento que foi encontrado na Terra e descobriu-se ser o mais leve dos gases
nobres, o nome foi mantido; por analogia com outros gases nobres, o nome deveria
terminar em -on.
| Hélio | 1868 | Pierre Janssen, Norman Lockyer         |
| Boro  | 1868 | Joseph Louis Gay-Lussac & L.J. Thenard |

## A Tabela Periódica e a previsão de novos elementos
Em 1871, Mendeleev previu, a partir de espaços vazios em sua tabela periódica, que devia haver ainda pelo menos 3 elementos não descobertos, aos quais ele nomeou eka-boron, eka-aluminium, e eka-silicon. Com a previsão de Mendeleev da existência desses espaços e suas propriedades químicas aproximadas, os elementos correspondentes foram encontrados por químicos franceses, escandinávios e alemães, e foram nomeados por seus países de descoberta, como Gálio, Escândio e Germânio:
| Gálio     | 1875 | Paul Émile Lecoq de Boisbaudran         |
| Itérbio   | 1878 | Jean Charles Galissard de Marignac      |
| Túlio     | 1879 | Per Teodor Cleve                        |
| Escândio  | 1879 | Lars Fredrick Nilson                    |
| Hólmio    | 1879 | Marc Delafontaine e Jacques Louis Soret |
| Samário   | 1879 | Paul Émile Lecoq de Boisbaudran         |
| Gadolínio | 1880 | Jean Charles Galissard de Marignac      |

O 'didímio' isolado por Mosander em 1839 mostrou ser na verdade dois elementos separados, praseodímio e neodímio:
| Praseodímio | 1885 | Carl Auer von Welsbach          |
| Neodímio    | 1885 | Carl Auer von Welsbach          |
| Disprósio   | 1886 | Paul Émile Lecoq de Boisbaudran |
| Germânio    | 1886 | Winkler                         |

A tecnologia de refrigeramento avançou consideravelmente durante o século XIX, a ponto de ser possível liquefazer gases atmosféricos. Uma observação curiosa foi feita: nitrogênio preparado por química significa que este composto tem o massa molecular um pouco menor que o do nitrogênio preparado por liquefação do ar. Isso foi atribuído à presença de um gás até então inesperado, batizado de argônio. Este gás foi o primeiro representante encontrado de um novo grupo inesperado na tabela periódica, primeiro conhecido como gáses inertes, atualmente mais conhecido como gáses nobres.
| Argônio | 1894 | Rayleigh & Sir William Ramsay |
| Európio | 1901 | Eugene Demarcay               |

Uma vez líquido, o argônio podia ser preparado em quantidade a partir do ar. Pequenas quantidades de outros três gáses nobres puderam ser separadas pela diferença entre os pontos de ebulição. Estes novos elementos foram nomeados a partir das palavras gregas para, respectivamente, "novo", "escondido" e "estrangeiro".
| Neônio    | 1898 | Sir William Ramsay |
| Criptônio | 1898 | Sir William Ramsay |
| Xenônio   | 1898 | Sir William Ramsay |

Com a descoberta da radioatividade, tivemos o clássico trabalho dos Curie, que isolaram um número de elementos até então desconhecidos:
| Rádio   | 1898 | Marie Curie e Pierre Curie |
| Polônio | 1898 | Marie Curie e Pierre Curie |
| Actínio | 1899 | A Debierne                 |

O radônio, outro gás nobre, não pôde ser descoberto porque sua curta meia-vida radioativa levava sua presença no ar a estar em quantidades insignificantes. Quando o rádio passou a estar disponível em quantidades macroscópicas, a produção deste gás nobre radioativo foi prontamente detectada como produto do decaimento do rádio.
| Radônio     | 1898 | Fredrich Ernst Dorn que o chamou de nitrônio                                          |
| Lutécio     | 1907 | Georges Urbain                                                                        |
| Protactínio | 1917 | Kasimir Fajans, O. Göhring, Fredrich Soddy, John Cranston, Lise Meitner and Otto Hahn |
| Háfnio      | 1923 | Dirk Coster                                                                           |
| Rênio       | 1925 | Walter Noddack e Ida Tacke                                                            |

A essa altura, todos os elementos estáveis existentes na Terra já haviam sido descobertos, e a maior parte da tabela periódica já estava preenchida. Alguns espaços em branco ainda restavam entre os elementos de alta massa, mas um incômodo estava no espaço do elemento de número 43, bem abaixo do manganês na tabela. Os espaços foram preenchidos por elementos sintéticos. en:Walter Noddack e en:Ida Tacke (mais tarde Ida Noddack) acreditaram terem encontrado o Tecnécio, chamado por eles de Masurium (depois Masurien, uma região da Alemanha). Mais tarde, provou-se que eles estavam errados.

### Os elementos sintéticos
Os elementos tidos como sintéticos são instáveis, com uma meia-vida tão "curta" em comparação com a idade da Terra, que qualquer átomo deste elemento que possa ter estado presente quando a Terra foi formada já decaiu completamente. Sendo assim, eles são apenas conhecidos como produto de reatores nucleares ou aceleradores de partículas. A descoberta do Tecnécio finalmente preencheu o quebra-cabeça da tabela periódica, e a descoberta de que não existem isótopos estáveis desse elemento justificou sua ausência na Terra: sua meia-vida de 4,2 milhões de anos indica que nada sobrou do período de formação do planeta.
| Tecnécio | 1937 | Carlo Perrier (Synthetic) |
| Frâncio  | 1939 | Marguerite Derey          |

Todos os elementos após estes são sintéticos:
| Astato | 1940 | Dale R. Corson, K.R.Mackenzie, Emilio Segre' |

Os dois próximos elementos foram os primeiros dos transurânicos (além do urânio) e foram chamados como os planetas além de Urano, Neptuno (Netuno, no Brasil) e Plutão:
| Neptúnio    | 1940 | E.M. McMillan & Philip H. Abelson, University of California, Berkeley                  |
| Plutônio    | 1941 | Glenn T. Seaborg, Arthur C. Wahl, Joseph W. Kennedy Emilio Segré                       |
| Cúrio       | 1944 | Glenn T. Seaborg                                                                       |
| Amerício    | 1945 | Glenn T. Seaborg                                                                       |
| Promécio    | 1945 | J.A. Marinsky                                                                          |
| Berquélio   | 1949 | Stanley. Albert Ghiorso, Kennerth Stret Jr., Glenn T. Seaborg                          |
| Califórnio  | 1950 | Stanley. Albert Ghiorso, Kennerth Stret Jr., Glenn T. Seaborg                          |
| Einstênio   | 1952 | Argonne Laboratory, Los Alamos Laboratory, University of California e Glenn T. Seaborg |
| Férmio      | 1953 | Argonne Laboratory, Los Alamos Laboratory, University of California e Glenn T. Seaborg |
| Mendelévio  | 1955 | Glenn T. Seaborg, Evans G. Valens                                                      |
| Nobélio     | 1958 | Glenn T. Seaborg                                                                       |
| Laurêncio   | 1961 | Albert Ghiorso, Torbjorn Sikkeland, Almon E. Larsh e Robert M. Latimer                 |
| Ruterfórdio | 1964 | G. N. Flevor e CIA                                                                     |
| Dúbnio      | 1970 | Albert Ghiorso                                                                         |
| Seabórgio   | 1974 | Glenn T. Seaborg                                                                       |
| Bório       | 1976 | Y. Oganessian et al, Dubna e confirmado em GSI (1982)                                  |
| Hássio      | 1984 | Peter Armbruster e Gottfried Münzenberg                                                |
| Meitnério   | 1982 | Peter Armbruster and Gottfried Münzenberg, GSI                                         |
| Darmstádio  | 1994 | S. Hofmann, V. Ninov et al, GSI                                                        |
| Roentgênio  | 1994 | S. Hofmann, V. Ninov et al, GSI                                                        |
| Copernício  | 1996 | S. Hofmann, V. Ninov et al, GSI                                                        |
| Ununtrio    | 2004 |                                                                                        |
| Ununquadio  | 1999 |                                                                                        |
| Ununpentio  | 2004 |                                                                                        |